# Rudolf de Haas
Rudolf de Haas (* 1870; † 1944) war ein deutscher evangelischer Pfarrer und Schriftsteller.

## Leben
Der aus dem Rheinland stammende de Haas studierte an den Universitäten Bonn, Jena und Breslau. Nach kurzer Tätigkeit als Lehrer in London übernahm er Anfang 1897 für drei Jahre eine Pfarrstelle in Charters Towers im australischen Bundesstaat Queensland. Seine dortigen Erlebnisse beschrieb er viele Jahre später in Der Nugget. Erzählungen aus dem australischen Goldgräberleben, Um das Gold der Südsee – Eine Erzählung aus Australiens rauhen Tagen und Fata Morgana. Erlebnisse im australischen Busch.
Er heiratete Thea de Haas in der Eisenacher Georgenkirche. Aus der Ehe ging ein Sohn hervor.
Die sechsmonatige Hochzeitsreise führte die beiden nach Afrika. Später wurde er nach Nazza versetzt, wo er von Dezember 1911 bis Mai 1913 als Pfarrer amtierte. Eine weitere Reise nach Afrika 1914, die ursprünglich vier Monate dauern sollte, wurde im Zuge des Ausbruchs des Ersten Weltkrieges zu einem siebenjährigen Aufenthalt. Rudolf de Haas meldete sich als Kriegsfreiwilliger, 1917 geriet er am Kibo in Kriegsgefangenschaft. Seine Erfahrungen aus dieser Zeit beschrieb er in mehreren Werken, nämlich Der Wilderer von Deutsch-Ost, Das Opfer der Wagogo, Die Meuterer, Askaritreue, Der Pflanzer im Kalundatal und Im Hochlande der Riesenkrater.
Sein 1927 erstveröffentlichtes Buch Die Meuterer kam während des Nationalsozialismus auf die Liste des schädlichen und unerwünschten Schrifttums.

## Veröffentlichungen (Auswahl)
- Theodor, der Jäger. Erlebnisse eines jungen Ostafrikaners. Ullstein, Berlin 1922.
- Piet Nieuwenhuizen, der Pfadfinder Lettow-Vorbecks. Safari-Verlag, Berlin 1922.
- Im Hochlande der Riesenkrater. Verlag Deutsche Buchwerkstätten, Dresden 1923.
- Fata Morgana. Erlebnisse im australischen Busch. Verlag Deutsche Buchwerkstätten, Dresden 1924.
- Um das Gold der Südsee. Eine Erzählung aus Australiens rauhen Tagen. W. Goldmann, Leipzig 1925.
- Der Elefantenjäger van der Merwe, Leipzig W. Goldmann 1925.
- Der Löwe von Mosambik. W. Goldmann, Leipzig 1925.
- Die Feuertaufe der Reiter. Geschichtliche Erzählung aus dem Ringen um Deutsch-Ostafrika. Mit Bildern von K. Näthe. Enßlin & Laiblin, Reutlingen 1926.
- Der Wilderer von Deutsch-Ost. August Scherl, Berlin 1927
- Das Opfer der Wagogo. W. Goldmann, Leipzig 1927.
- Der Nugget. Erzählungen aus dem australischen Goldgräberleben. W. Goldmann, Leipzig 1927.
- Die Meuterer. Abenteuer versprengter Reiter im innersten Afrika. Hesse & Becker Verlag, Leipzig 1927.
- Askaritreue. Enßlin & Laiblin, Reutlingen 1928.
- Die Rache des Australiers. Enßlin & Laiblin, Reutlingen 1928.
- Der Pflanzer im Kalundatal. Enßlin & Laiblin, Reutlingen 1928.
- Der Orangenpflanzer von Sarona, Reutlinger, Ensslin & Laiblins 1930.